# Attendorf
Attendorf è una frazione di 1 823 abitanti del comune austriaco di Hitzendorf, nel distretto di Graz-Umgebung (Stiria). Già comune autonomo, il 1º gennaio 2015 è stato aggregato a Hitzendorf assieme all'altro ex comune di Rohrbach-Steinberg.